# 贝孔莱格拉尼特
贝孔莱格拉尼特（法語：Bécon-les-Granits，法語發音：[bekɔ̃ le ɡʁanit] ⓘ）是法国曼恩-卢瓦尔省的一个市镇，属于昂热区。

## 地理
贝孔莱格拉尼特（47°30'9"N, 0°48'4"W）面积46.17 平方千米，位于法国卢瓦尔河地区大区曼恩-卢瓦尔省，该省份为法国西部内陆省份，大致对应安茹地区，北起顺时针与马耶讷省、萨尔特省、安德尔-卢瓦尔省、维埃纳省、德塞夫勒省、旺代省、大西洋卢瓦尔省和伊勒-维莱讷省接壤。
与贝孔莱格拉尼特接壤的市镇（或旧市镇、城区）包括：圣克莱芒-德拉普拉斯、圣奥古斯坦德布瓦、圣朗贝尔拉波特里、圣莱热德利尼耶尔、安茹地区埃德尔、瓦勒代德尔欧桑斯。

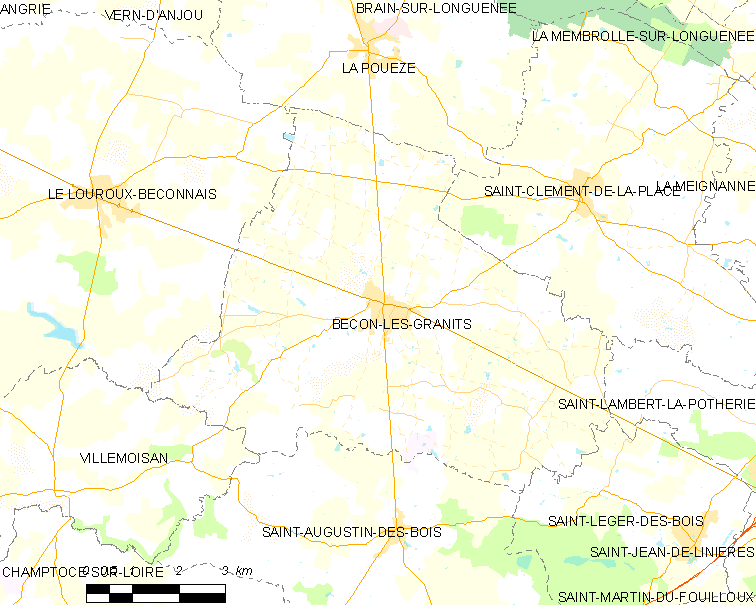
贝孔莱格拉尼特的OSM定位图

贝孔莱格拉尼特的时区为UTC+01:00、UTC+02:00（夏令时）。

## 行政
贝孔莱格拉尼特的邮政编码为49370，INSEE市镇编码为49026。

## 政治
贝孔莱格拉尼特所属的省级选区为卢瓦尔河畔沙洛讷县。

## 人口

1962-2008年间贝孔莱格拉尼特人口变化图示

贝孔莱格拉尼特于2022年1月1日时的人口数量为2781人。